# 北岡ひろし ベストアルバム 〜ひとひら重ねて〜
『北岡ひろし ベストアルバム 〜ひとひら重ねて〜』（きたおかひろし ベストアルバム 〜ひとひらかさねて〜）とは、演歌歌手である北岡ひろしの歌を収録したベスト・アルバムである。
2007年8月8日に徳間ジャパンコミュニケーションズより発売されている。

## 収録曲
1. 蝶の道行 [4:39]
2. 竹屋の渡し [5:01]
3. まっかな まっかな 赤い風 [4:58]
4. ヨイトマケの唄 [6:40]
5. おんな雪 [4:41]
6. 潮騒の宿 [4:15]
7. 北の旅路は愛の道 [4:27]
8. 最上川恋唄 [4:34]
9. 夢灯り [3:50]
10. 紅い糸 [4:30]
11. 花びえの女 〜ひと〜 [4:00]
12. かささぎ橋 [4:00]
13. 男一匹夢街道 [4:06]
14. 別れの詩 [5:14]
15. 夢のつづき追いかけて [4:53]
16. 蝶の道行（アコースティック・バージョン） [5:46]